# Чан Ватханака
Чан Ватханака (кхмер. ចាន់ វឌ្ឍនាកា, нар. 23 січня 1994) — камбоджійський футболіст, нападник клубу «Паханг».

## Клубна кар'єра
Розпочинав виступи на батьківщині у клубах «Преах Кхан» та «Боеунг Кет». У 2017 році виступав на правах оренди за японський клуб третього дивізіону «Фудзіеда МІФК».
У грудні 2017 року підписав контракт з малайзійським клубом «Паханг».

## Виступи за збірну
Дебютував 2013 року в офіційних матчах у складі національної збірної Камбоджі. Був учасником Чемпіонату АСЕАН у 2016 році. У формі головної команди країни зіграв 36 матчів.

## Статистика
| Збірна Камбоджі | Збірна Камбоджі | Збірна Камбоджі |
| Роки            | Ігри            | голи            |
| --------------- | --------------- | --------------- |
| 2013            | 2               | 0               |
| 2014            | 6               | 2               |
| 2015            | 6               | 2               |
| 2016            | 14              | 6               |
| 2017            | 8               | 2               |
| Усього          | 36              | 12              |